# Andrew Bown

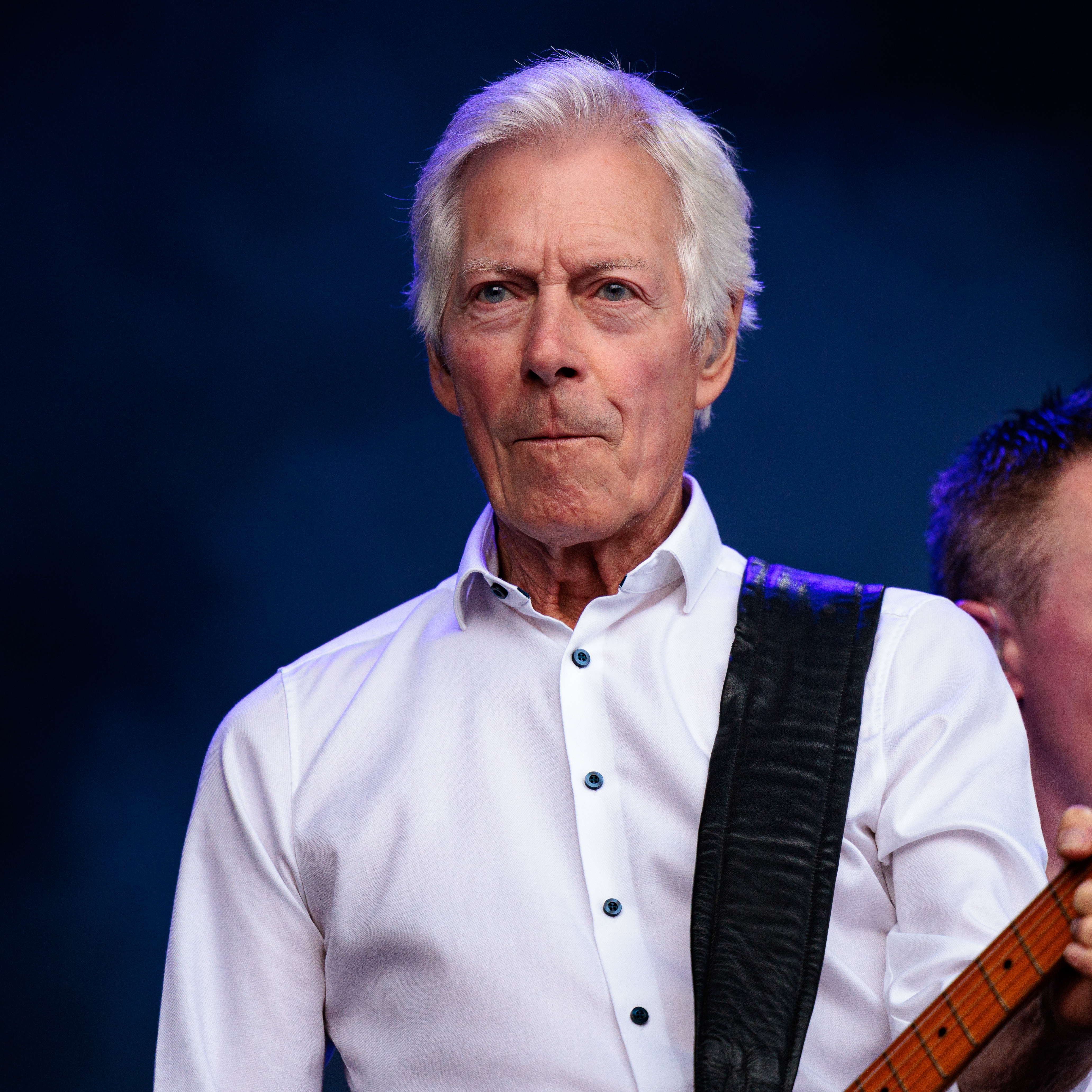
Andrew Bown med Status Quo på Arvika hamnfest, 3 augusti 2024.

Andrew "Andy" Bown, född 27 mars 1946 i Beckenham i Bromley i sydöstra London, är en brittisk keyboardist och pianist.
Studio- och livemusiker på heltid i Status Quo sedan 1977 och fullvärdig medlem sedan 1982. Bown medverkade dock på bandets album "Hello!" redan 1973.
I Status Quo spelar Bown förutom klaviatur även gitarr och munspel på vissa låtar. Utöver dessa instrument behärskar han även trummor och bas.
Några av sångerna han komponerat i Status Quo är "Whatever You Want" tillsammans med Rick Parfitt, "Burning Bridges" tillsammans med Francis Rossi och "Rock 'Til You Drop".
Bown har dock en karriär före och vid sidan av Status Quo. Han var keyboardist i den brittiska popgruppen The Herd 1965-1971. Bown spelade även bas på Pink Floyds The Wall-turné 1980-81 och medverkade som basist i musikalen Pink Floyd The Wall samt spelade hammondorgel och 12-strängad gitarr på Roger Waters soloalbum "The Pros and Cons of Hitch Hiking" från 1984.